# Ingeborg Sundbaum
Anna Ingeborg Sundbaum, född 24 januari 1887 i Luleå, död 7 augusti 1967 i Sollefteå, var en svensk folkskollärare, målare och tecknare. 
Hon var dotter till järnhandlaren Ludvig Sundbaum och Anna Clason. Vid sidan av sitt arbete som folkskollärare var hon verksam som konstnär. Hon studerade privat för Albert Sallak i Wien och för Emil Stumpp i Königsberg samt Hertha Olivet och Georgij Fetcó i Stockholm samt vid Gerlesborgsskolan i Bohuslän och under ett stort antal studieresor i Europa. Tillsammans med Paul Backelin och Sicke Söderman ställde hon ut i Sundsvall 1944 och separat ställde hon ut i Luleå, Arvidsjaur samt ett flertal gånger i Sollefteå och Härnösand. Hon medverkade i Ångermanlands konstförbunds vandringsutställning och Sollefteå konstförenings Höstsalong. Hennes konst består huvudsakligen av reseminnen från Europa och det norrländska landskapet samt några porträtt i akvarell eller olja. Sundbaum är representerad vid drätselkammaren i Sollefteå och Sollefteå folkskola samt Hola folkhögskola.